# Sint-Johanneskapel (Stadthagen)

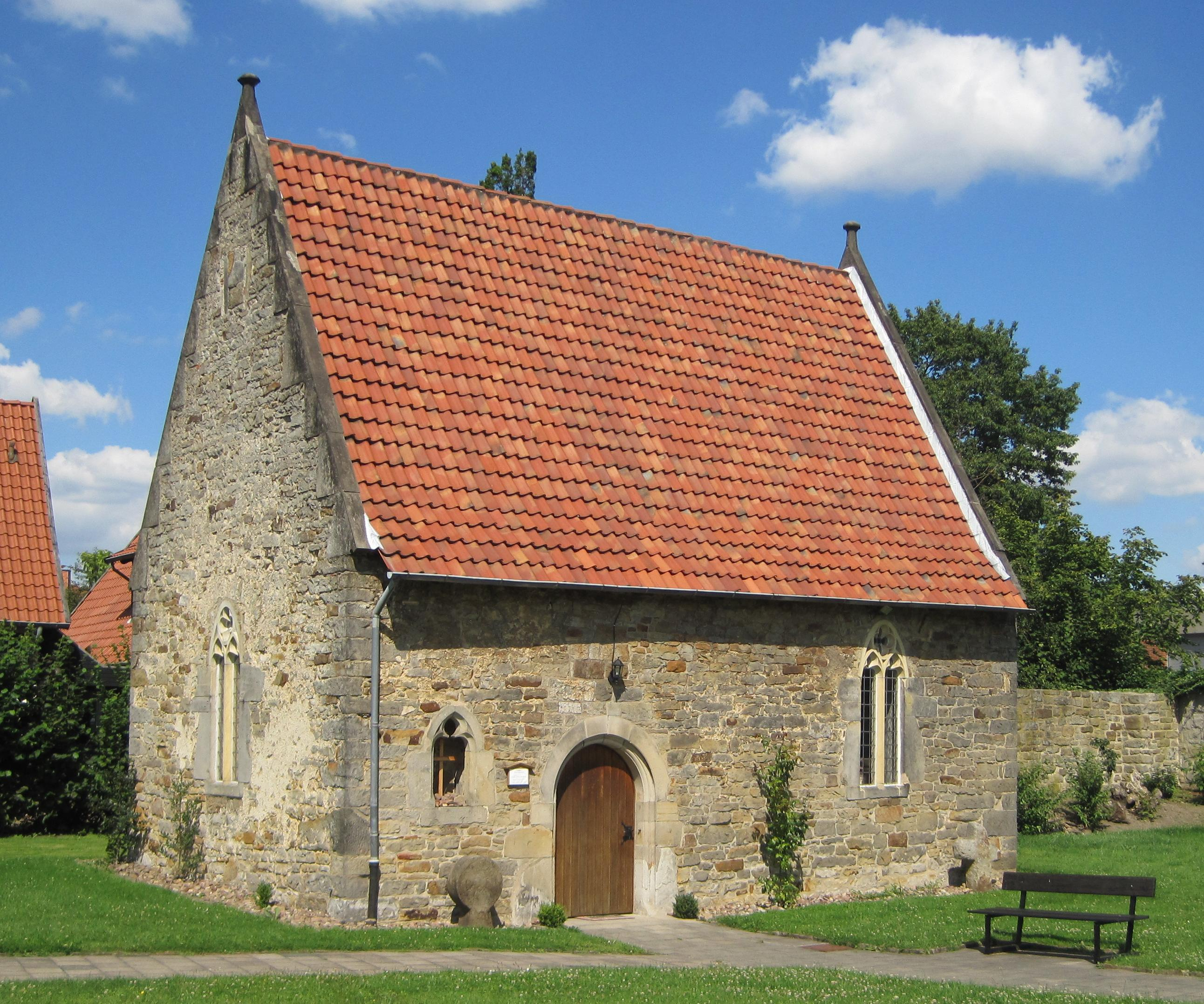
De kapel vanuit het zuidwesten

De Sint-Johanneskapel (Duits: St.-Johannis-Kapelle) is het oudste nog bestaande monument in de Nedersaksische stad Stadthagen.

## Geschiedenis en architectuur

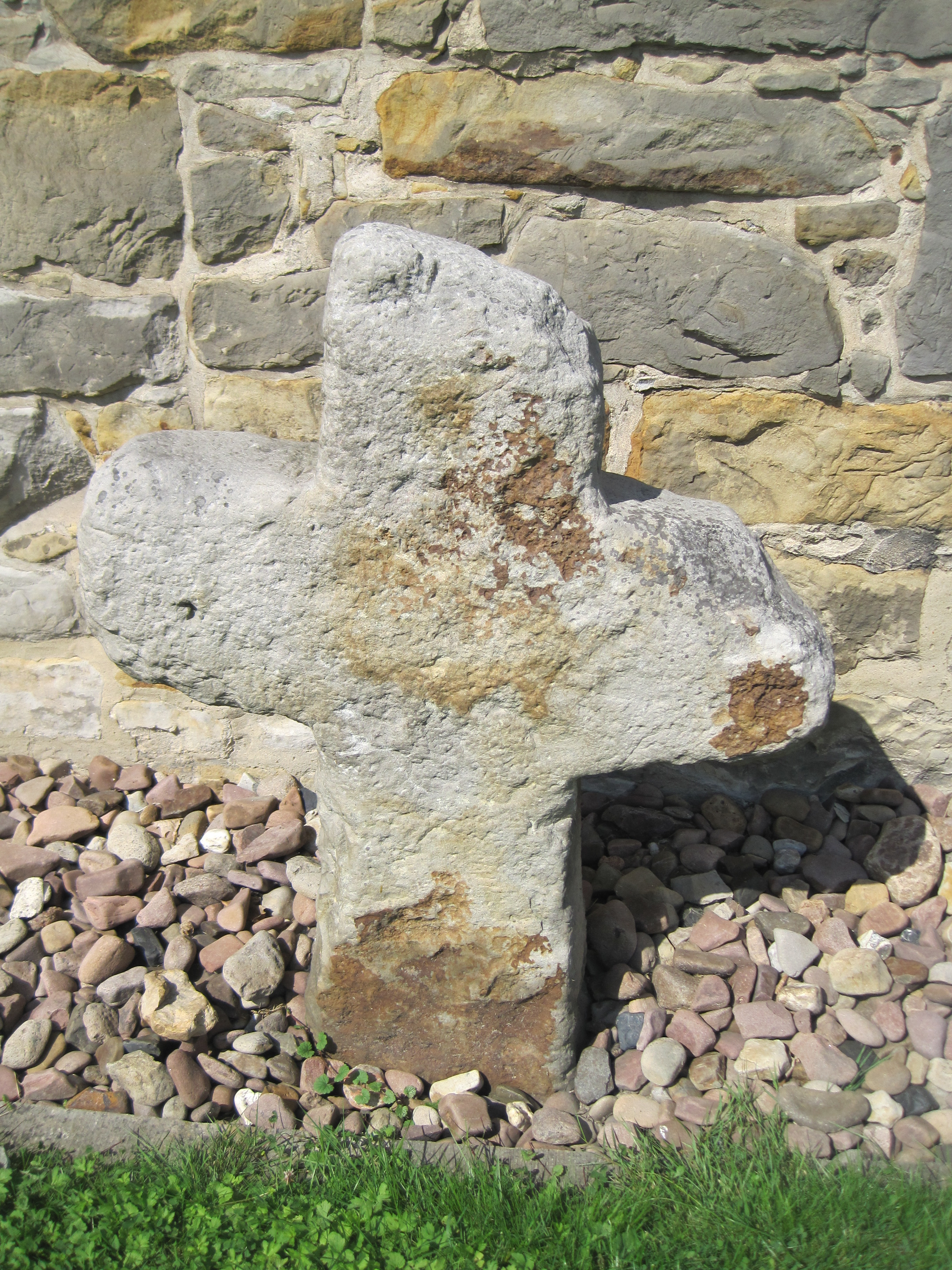
Oud kruis bij de kapel

De kerk werd in 1312 ongeveer 250 meter voor de poort buiten de stadsmuren gebouwd. De bouw hing samen met het ten noorden van de kapel liggende leprozenhuis Johanneshof, waarvan voor het eerst in 1394 schriftelijke melding werd gedaan.
Het gebouw betreft een rechthoekige, gotische zaalkerk met zadeldak. In de noordelijk muur is een kleine opening, een zogenaamde hagioscoop. Lepralijders konden via dit venster de heilige mis bijwonen.
Het leprozenhuis kreeg omstreeks 1500 een nieuwe bestemming als armenhuis. Het huidige gebouw dateert uit de 17e eeuw en werd in de jaren 1970 gerestaureerd en verbouwd tot een atelier respectievelijk woonhuis.
Tijdens de inflatieperiode was de Johanneskapel een lijkenhuis. Sinds 1979 is de kapel eigendom van de gemeente Sint-Martini, die de kerk gebruikt voor een mediatief moment in het kader van de weekafsluiting.